# Berganui
Berganui és una localitat, actualment deshabitada, que pertany al municipi d'Areny de Noguera, a la Ribagorça (Aragó).
Situada a migjorn de la serra de Berganui, prolongació de la serra de Sis, que fa separació les aigües de la Valira de Cornudella de les del barranc de Sant Romà.
L'església de Sant Agustí (s XII), sufragània de Sant Martí d'Areny, és romànica però reformada al xviii.